# سیارک ۲۷۵۹

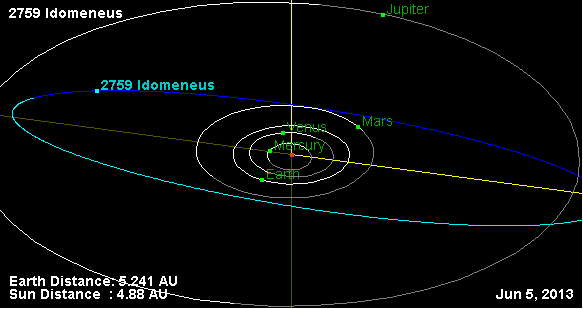
سیارک ۲۷۵۹

سیارک ۲۷۵۹ (به انگلیسی: 2759 Idomeneus، نامگذاری:1980GC) دو هزار و هفتصد و پنجاه و نهمین سیارک کشف شده‌است که در ۱۴ آوریل ۱۹۸۰ کشف شد.
قدر مطلق سیارک برابر ۹٫۸۰ است.